# Preactiniidae
Preactiniidae (vroeger: Preactiidae) is een familie van zeeanemonen uit de klasse van de Anthozoa (bloemdieren).
De wetenschappelijke naam van de groep werd voor het eerst voorgesteld door England in England & Robson in 1984.

## Geslachten
- Dactylanthus
- Preactis